# Elezioni parlamentari in Slovacchia del 2020
Le elezioni parlamentari in Slovacchia del 2020 si tennero il 29 febbraio per il rinnovo del Consiglio nazionale. 
In seguito all'esito elettorale, Igor Matovič, espressione di Gente Comune e Personalità Indipendenti, è divenuto Presidente del Governo.

## Risultati
| Gente Comune e Personalità Indipendenti - NOVA - KÚ - DÚ | 721 166   | 25,03 | 53  |  |  |  |
| Direzione - Socialdemocrazia                             | 527 172   | 18,29 | 38  |  |  |  |
| Siamo una Famiglia                                       | 237 531   | 8,24  | 17  |  |  |  |
| Partito Popolare Slovacchia Nostra                       | 229 660   | 7,97  | 17  |  |  |  |
| Slovacchia Progressista - Spolu                          | 200 780   | 6,97  | –   |  |  |  |
| Libertà e Solidarietà                                    | 179 246   | 6,22  | 13  |  |  |  |
| Per il Popolo                                            | 166 325   | 5,77  | 12  |  |  |  |
| Movimento Cristiano-Democratico                          | 134 099   | 4,65  | –   |  |  |  |
| Comunità Ungherese di Cooperazione (SMK-MKP - MF)        | 112 662   | 3,91  | –   |  |  |  |
| Partito Nazionale Slovacco                               | 91 171    | 3,16  | –   |  |  |  |
| Buona scelta                                             | 88 220    | 3,06  | –   |  |  |  |
| Patria                                                   | 84 507    | 2,93  | –   |  |  |  |
| Most-Híd                                                 | 59 174    | 2,05  | –   |  |  |  |
| Altri <0,55%                                             | 49 798    | 1,73  | –   |  |  |  |
| Totale                                                   | 2 881 511 | 100   | 150 |  |  |  |
|                                                          |           |       |     |  |  |  |
| Voti non validi                                          | 35 329    | 1,21  |     |  |  |  |
| Votanti                                                  | 2 916 840 | 65,81 |     |  |  |  |
| Elettori                                                 | 4 432 419 |       |     |  |  |  |

| Riepilogo dei voti (+/- elezioni 2016)  | Riepilogo dei voti (+/- elezioni 2016)  | Riepilogo dei voti (+/- elezioni 2016)  | Riepilogo dei voti (+/- elezioni 2016) | Riepilogo dei voti (+/- elezioni 2016) | Riepilogo dei voti (+/- elezioni 2016) | Riepilogo dei voti (+/- elezioni 2016) |
| --------------------------------------- | --------------------------------------- | --------------------------------------- | -------------------------------------- | -------------------------------------- | -------------------------------------- | -------------------------------------- |
| Gente Comune e Personalità Indipendenti | Gente Comune e Personalità Indipendenti | Gente Comune e Personalità Indipendenti |                                        |                                        | 25,03%                                 | ▲ 14,01                                |
| Direzione - Socialdemocrazia            | Direzione - Socialdemocrazia            | Direzione - Socialdemocrazia            |                                        |                                        | 18,29%                                 | ▼ 9,99                                 |
| Siamo una Famiglia                      | Siamo una Famiglia                      | Siamo una Famiglia                      |                                        |                                        | 8,24%                                  | ▲ 1,61                                 |
| Partito Popolare Slovacchia Nostra      | Partito Popolare Slovacchia Nostra      | Partito Popolare Slovacchia Nostra      |                                        |                                        | 7,97%                                  | ▼ 0,07                                 |
| Slovacchia Progressista — Spolu         | Slovacchia Progressista — Spolu         | Slovacchia Progressista — Spolu         |                                        |                                        | 6,97%                                  | Nuovo                                  |
| Libertà e Solidarietà                   | Libertà e Solidarietà                   | Libertà e Solidarietà                   |                                        |                                        | 6,22%                                  | ▼ 5,88                                 |
| Per il Popolo                           | Per il Popolo                           | Per il Popolo                           |                                        |                                        | 5,77%                                  | Nuovo                                  |
| Movimento Cristiano-Democratico         | Movimento Cristiano-Democratico         | Movimento Cristiano-Democratico         |                                        |                                        | 4,65%                                  | ▼ 0,29                                 |
| Unione della Comunità Ungherese         | Unione della Comunità Ungherese         | Unione della Comunità Ungherese         |                                        |                                        | 3,91%                                  | ▼ 0,14                                 |
| Partito Nazionale Slovacco              | Partito Nazionale Slovacco              | Partito Nazionale Slovacco              |                                        |                                        | 3,16%                                  | ▼ 5,48                                 |
| Buona Scelta e Moderati                 | Buona Scelta e Moderati                 | Buona Scelta e Moderati                 |                                        |                                        | 3,06%                                  | Nuovo                                  |
| Patria                                  | Patria                                  | Patria                                  |                                        |                                        | 2,93%                                  | Nuovo                                  |
| Most-Híd                                | Most-Híd                                | Most-Híd                                |                                        |                                        | 2,05%                                  | ▼ 4,45                                 |
| Altri <2,05%                            | Altri <2,05%                            | Altri <2,05%                            |                                        |                                        | 1,73%                                  |                                        |
| Riepilogo dei seggi (+/- elezioni 2016) |                                         |                                         |                                        |                                        |                                        |                                        |
|                                         |                                         |                                         |                                        |                                        |                                        |                                        |
| Smer-SD                                 | 38                                      | ▼ 11                                    |                                        | ZL                                     | 12                                     | Nuovo                                  |
| M-H                                     | 0                                       | ▼ 11                                    |                                        | OĽaNO                                  | 53                                     | ▲ 34                                   |
| SaS                                     | 13                                      | ▼ 8                                     |                                        | SR                                     | 17                                     | ▲ 6                                    |
| KOT.-ĽSNS                               | 17                                      | ▲ 3                                     |                                        | SNS                                    | 0                                      | ▼ 15                                   |

## Eventi conseguenti
All'indomani delle elezioni, Igor Matovič annuncia la volontà di formare “il miglior governo della storia slovacca”.
Il 4 marzo, quindi, la presidente Zuzana Čaputová gli affida l'incarico di formare il nuovo governo, ed il successivo 13 marzo egli dichiara di avere raggiunto un accordo per formare una coalizione di centro-destra con i partiti Siamo una Famiglia, Libertà e Solidarietà e Per il Popolo. 
Dopo aver ottenuto l'approvazione della presidente il 16 marzo, il 18 marzo annuncia la lista dei ministri del suo governo, giurando ed entrando in carica il 21 marzo 2020.